# Squadra francese di Fed Cup
La squadra francese di Fed Cup rappresenta la Francia nella Fed Cup, ed è posta sotto l'egida della Fédération Française de Tennis.

## Storia
La squadra partecipa alla competizione dal 1963 (la prima edizione della manifestazione), e si è coronata campione in tre occasioni, nel 1997, nel 2003 e nel 2019.
Nel 2010, la squadra perde al primo turno del Gruppo Mondiale contro gli Stati Uniti, pertanto viene condannata agli spareggi per evitare la retrocessione. Obiettivo che viene raggiunto dalle francesi, in seguito alla vittoria sulla Germania per 3-2.
Nel 2011 tuttavia è retrocessa nel Gruppo Mondiale II a seguito delle sconfitte contro Russia e Spagna, rispettivamente nel primo turno e nello spareggio finale.
Tra il 2012 e il 2013, così, si trova nel Gruppo Mondiale II dove per due volte, prima con la Slovacchia (2012) e poi con la Germania (2013), si trova a fare gli spareggi per non retrocedere nella zona euro-africana: spareggi entrambi vinti senza troppi problemi con la Slovenia (2012) e con il Kazakistan (2013).
Ma nel 2014 la Francia, forte anche di innesti nuovi come Caroline Garcia e Kristina Mladenovic, riesce seppur con qualche fatica ad aver ragione per 3-2 sia con la Svizzera che con gli Stati Uniti, riconquistando un posto nel Gruppo Mondiale.
Torna, quindi, nel Gruppo Mondiale in occasione della Fed Cup 2015, quando riesce a superare il 1º turno eliminando l'Italia a Genova, completando un'insperata rimonta dopo le vittorie di Sara Errani e Camila Giorgi nei primi due singolari della serie, rispettivamente su Caroline Garcia e Alizé Cornet, che avevano portato la squadra italiana sul 2-0. Kristina Mladenovic e la stessa Garcia si incaricano poi di battere le due singolariste italiane nella seconda giornata, completando la rimonta insieme nel doppio contro Errani-Vinci, sommerse con il risultato di 6-1, 6-2. La corsa delle francesi si ferma in semifinale, sconfitte dalle padrone di casa della Repubblica Ceca, campionesse in carica e vincitrici di tre delle precedenti quattro edizioni del torneo.
Il 2016 sembra l'anno buono per la vittoria, ma le francesi trascinate dalla Garcia, dopo aver spazzato via l'Italia (4-1) e con qualche fatica la sorprendente Olanda (3-2), si fermano in finale contro le dieci volte campionesse della Repubblica Ceca (3-2).
Nel 2017, Mladenovic prova a resistere in Svizzera, ma non è seguita dalle compagne che, pur lottando, capitolano 4-1 al primo turno. Quindi, dopo la finale dell'anno prima, le francesi sono costrette allo spareggio per non retrocedere nel Gruppo Mondiale II, dove affrontano e sconfiggono in casa senza troppi problemi una Spagna decimata dalle assenze per 4-0, rimanendo nel Gruppo Mondiale.
Nel 2018, le francesi affrontano il Belgio al primo turno: Mladenovic trascina la sua nazionale al successo, portando a casa i tre punti del 3-2 finale contro il team di Mertens. In semifinale, affrontano le campionesse in carica degli Stati Uniti: Parmentier perde il match inaugurale contro la recente campionessa dello US Open Sloane Stephens; Mladenovic riequilibra la situazione, battendo Coco Vandeweghe in rimonta (1-6 6-3 6-2). Nei successivi due singolari, Parmentier e Mladenovic capitolano, mentre la vittoria transalpina del doppio serve solo a fissare il risultato finale del tie sul 3-2 per le americane.
Nel 2019, la Francia ritrova il Belgio all'esordio: grazie a Garcia e Cornet, le transalpine chiudono in loro favore la sfida col punteggio di 3-1. Nella quarta semifinale negli ultimi 5 anni, trovano la Romania guidata dalla top-5 Simona Halep: sulla terra di Rouen, è Halep a portare a casa il primo punto della sfida, sconfiggendo Kiki Mladenovic per 6-3 6-1. Nel secondo singolare, Garcia rifila un doppio 6-3 a Mihaela Buzărnescu. Nella sfida tra le n°1 delle due nazionali, Halep riesce ad avere la meglio su Garcia in tre set, portando la Romania a un punto dal successo. Begu non riesce a regalare alle rumene il punto decisivo, cedendo a Pauline Parmentier, che prevale per 6-3 2-6 6-2. Nel doppio, la coppia Garcia/Mladenovic riesce a battere in rimonta Halep/Niculescu (5-7 6-3 6-4), chiudendo la contesa in favore delle transalpine, con lo score di 3-2. La Francia ottiene così la sesta finale nella storia della competizione. A novembre, le europee sono ospiti a Perth dell'Australia guidata dalla n°1 del mondo Ashleigh Barty: i primi due singolari sono a senso unico nel punteggio, con Mladenovic che lascia due giochi a Tomljanović e Barty che non ne concede nessuno a Garcia. Nel terzo singolare, Mladenovic vince contro-pronostico la sfida contro Barty, prevalendo al tie-break del terzo set. Nel quarto singolare, Tomljanović tiene vive le speranze delle ocenaiche, sconfiggendo Pauline Parmentier in due set. Il tie si decide così grazie al doppio: Garcia e Mladenovic regalano alle transalpine il successo finale, battendo Barty/Stosur per 6-4 6-3 e consegnando alla Francia la 3° Fed Cup della sua storia, la prima in 16 anni.
Nella nuova Billie Jean King Cup, la Francia è qualificata di diritto alla fase finale della competizione in quanto squadra detentrice del titolo. Nel novembre 2021, le transalpine vengono inserite nel gruppo A con Canada e Russia: nel primo tie contro le nordamericane, Ferro si fa sorprendere da Abanda, mentre Cornet riesce ad avere la meglio su Rebecca Marino. Nel doppio decisivo, Burel e Cornet cedono il passo a Dabrowski/Marino, perdendo così la prima sfida per 2-1. Nello scontro con le russe, non basta il successo di Burel su Aleksandrova, poiché Cornet si arrende a Pavljučenkova e il doppio Kudermetova/Samsonova si impone su quello francese Burel/Cornet, fissando il risultato finale sul 2-1 Russia. La Francia non riesce così a passare il girone, chiudendo al terzo posto e venendo eliminata prima delle semifinali.
Nel 2022, la Francia prova le qualificazioni per le fasi finali: in aprile, sfida l'Italia sul cemento di Alghero. Paolini rimonta Alizé Cornet, battendola al tie-break del terzo set. Nel secondo singolare, Dodin racimola solo tre giochi contro Camila Giorgi; nel terzo scontro, è ancora Giorgi a vincere, lasciando solo due giochi ad Harmony Tan. La Francia vince solamente il doppio, perdendo però complessivamente la sfida per 3-1 e non riuscendo a partecipare alla fase finale della competizione per la prima volta dal 2014.
Nel 2023, a Coventry, la Francia sfida il Regno Unito per un posto alle fasi finali di Siviglia: grazie ai successi di Garcia e Cornet, le transalpine vincono per 3-1, riguadagnandosi la possibilità di giocarsi la fase finale della Billie Jean King Cup. A novembre, le francesi vengono inserite nel gruppo D con Italia e Germania: nel primo tie contro le azzurre, le francesi non riescono a vendicare la sconfitta patita nel 2022, perdendo la sfida per 2-1, con Cornet e Garcia battute nei due singolari. Nell'ininfluente scontro con la Germania a eliminazione già acquisita, la Francia riesce a imporsi per 3-0, conquistando il secondo posto del girone, che comunque condanna le transalpine all'eliminazione.

## Risultati
= Incontro del Gruppo Mondiale

### 2010-2019
| Anno | Turno                       | Data           | Sede                       | Avversario  | Punteggio | Esito     |
| ---- | --------------------------- | -------------- | -------------------------- | ----------- | --------- | --------- |
| 2010 | Gruppo Mondiale, 1º turno   | 6-7 febbraio   | Liévin (FRA)               | Serbia      | 1 – 4     | Sconfitta |
| 2010 | Spareggi Gruppo Mondiale    | 24-25 aprile   | Francoforte sul Meno (GER) | Germania    | 3 – 2     | Vittoria  |
| 2011 | Gruppo Mondiale, 1º turno   | 5-6 febbraio   | Mosca (RUS)                | Russia      | 2 – 3     | Sconfitta |
| 2011 | Spareggi Gruppo Mondiale    | 16-17 aprile   | Lleida (ESP)               | Spagna      | 1 – 4     | Sconfitta |
| 2012 | Gruppo Mondiale II          | 4-5 febbraio   | Bratislava (SVK)           | Slovacchia  | 2 – 3     | Sconfitta |
| 2012 | Spareggi Gruppo Mondiale II | 21-22 aprile   | Besançon (FRA)             | Slovenia    | 5 – 0     | Vittoria  |
| 2013 | Gruppo Mondiale II          | 9-10 febbraio  | Limoges (FRA)              | Germania    | 1 – 3     | Sconfitta |
| 2013 | Spareggi Gruppo Mondiale II | 20-21 aprile   | Besançon (FRA)             | Kazakistan  | 4 – 1     | Vittoria  |
| 2014 | Gruppo Mondiale II          | 8-9 febbraio   | Parigi (FRA)               | Svizzera    | 3 – 2     | Vittoria  |
| 2014 | Spareggi Gruppo Mondiale    | 19-20 aprile   | St. Louis (USA)            | Stati Uniti | 3 – 2     | Vittoria  |
| 2015 | Gruppo Mondiale, 1º turno   | 7-8 febbraio   | Genova (ITA)               | Italia      | 3 – 2     | Vittoria  |
| 2015 | Gruppo Mondiale, semifinali | 18-19 aprile   | Ostrava (CZE)              | Rep. Ceca   | 1 – 3     | Sconfitta |
| 2016 | Gruppo Mondiale, 1º turno   | 6-7 febbraio   | Marsiglia (FRA)            | Italia      | 4 – 1     | Vittoria  |
| 2016 | Gruppo Mondiale, semifinali | 16-17 aprile   | Trélazé (FRA)              | Paesi Bassi | 3 – 2     | Vittoria  |
| 2016 | Gruppo Mondiale, finale     | 12-13 novembre | Strasburgo (FRA)           | Rep. Ceca   | 2 – 3     | Sconfitta |
| 2017 | Gruppo Mondiale, 1º turno   | 11-12 febbraio | Ginevra (SUI)              | Svizzera    | 1 – 4     | Sconfitta |
| 2017 | Spareggi Gruppo Mondiale    | 22-23 aprile   | Roanne (FRA)               | Spagna      | 4 – 0     | Vittoria  |
| 2018 | Gruppo Mondiale, 1º turno   | 10-11 febbraio | La Roche-sur-Yon (FRA)     | Belgio      | 3 – 2     | Vittoria  |
| 2018 | Gruppo Mondiale, semifinali | 21-22 aprile   | Aix-en-Provence (FRA)      | Stati Uniti | 2 – 3     | Sconfitta |
| 2019 | Gruppo Mondiale, 1º turno   | 9-10 febbraio  | Liegi (BEL)                | Belgio      | 3 – 1     | Vittoria  |
| 2019 | Gruppo Mondiale, semifinali | 20-21 aprile   | Rouen (FRA)                | Romania     | 3 – 2     | Vittoria  |
| 2019 | Gruppo Mondiale, finale     | 9-10 novembre  | Perth (AUS)                | Australia   | 3 – 2     | Vittoria  |

### 2020-2029
| Anno    | Turno                          | Data             | Sede            | Avversario  | Punteggio | Esito     |
| ------- | ------------------------------ | ---------------- | --------------- | ----------- | --------- | --------- |
| 2020-21 | Fase finale, Gruppo A          | 1º novembre 2021 | Praga (CZE)     | Canada      | 1 – 2     | Sconfitta |
| 2020-21 | Fase finale, Gruppo A          | 3 novembre 2021  | Praga (CZE)     | Russia      | 1 – 2     | Sconfitta |
| 2022    | Qualificazioni Gruppo Mondiale | 15-16 aprile     | Alghero (ITA)   | Italia      | 2 – 3     | Sconfitta |
| 2022    | Play-off                       | 11-12 novembre   | Le Portel (FRA) | Paesi Bassi | 3 – 1     | Vittoria  |
| 2023    | Qualificazioni Gruppo Mondiale | 14-15 aprile     | Coventry (GBR)  | Regno Unito | 3 – 1     | Vittoria  |
| 2023    | Fase finale, Gruppo D          | 8 novembre       | Siviglia (ESP)  | Italia      | 1 – 2     | Sconfitta |
| 2023    | Fase finale, Gruppo D          | 10 novembre      | Siviglia (ESP)  | Germania    | –         |           |

## Organico 2023
Aggiornato ai match disputati durante la fase finale della Billie Jean King Cup 2023 (7-12 novembre)
- Caroline Garcia (WTA #20 - doppio #90)
- Varvara Gračëva (WTA #44 - doppio #903)
- Clara Burel (WTA #61 - doppio #644)
- Alizé Cornet (WTA #118 - doppio #317)
- Kiki Mladenovic (WTA #249 - doppio #70)
- Capitano non giocatore: Julien Benneteau